# Rainey Bethea
Rainey Bethea (ur. 1909, zm. 14 sierpnia 1936) – ostatnia osoba publicznie poddana karze śmierci w USA.
Bethea przyznał się do winy i został skazany za gwałt na 70-letniej, białej kobiecie, Lischii Edwards. Został publicznie powieszony w Owensboro, w Kentucky. Na egzekucji obecnych było około 20 tysięcy osób. Wielkie zainteresowanie zostało wywołane faktem, że katem miała być kobieta (do czego w końcu nie doszło). Błędy popełnione podczas egzekucji i rozgłos medialny, który wywiązał się wokół tego wydarzenia sprawił, że władze postanowiły nie wykonywać więcej kary śmierci publicznie.

## Życiorys
Bethea urodził się w Roanoke w stanie Virginia. Był Afroamerykaninem. Jego matka zmarła, gdy miał 10 lat; ojciec osierocił go w wieku 17 lat. Niewiele wiadomo o jego życiu zanim przybył do Owensboro. W 1933 roku rozpoczął pracę u rodziny Rutherfordów, zamieszkawszy jednocześnie w ich piwnicy. Po roku przeniósł się do wynajmowanego pokoju, uczęszczał do kościoła Baptystów. Był notowany, w 1935 roku otrzymał karę 20 dolarów za zakłócanie porządku publicznego. Latem tego samego roku przyłapano go na kradzieży galanterii z lokalnego sklepu. Wartość łupu przekroczyła 25 dolarów; skazano go za to na rok pozbawienia wolności w stanowym więzieniu w Eddyville. Zwolniono go 1 grudnia tego samego roku.
Po powrocie do Owensboro dalej pracował jako robotnik. W niecały miesiąc po zwolnieniu z więzienia ponownie został złapany na włamaniu i kradzieży. Do zarzutów dodano także pijaństwo i naruszanie porządku publicznego. Nie był w stanie zapłacić stu dolarów grzywny; sąd ponownie osadził go w więzieniu, tym razem w Daviess County. Spędził tam cztery miesiące.

## Gwałt i morderstwo
Wczesnym rankiem w niedzielę 7 czerwca 1936 roku pijany Rainey włamał się do domu Lischii Edwards. Dostał się do środka przez okno, najpierw wchodząc na dach, jednocześnie budząc starszą kobietę. Udusił i brutalnie zgwałcił staruszkę. Gdy straciła przytomność, przeszukał pokój, znajdując kilka wartościowych pierścieni. Zdjął własny, czarny pierścień, który nałożono mu w więzieniu, i włożył odnalezioną biżuterię. Wskutek własnego gapiostwa pozostawił czarny pierścień na miejscu zbrodni. Pozostałe kosztowności schował w pobliskiej stodole.
Zbrodnię odkryli sąsiedzi Lischii Edwards, rodzina Smithów która mieszkała piętro niżej. Następnego dnia, zaniepokojeni jej nieobecnością, postanowili zajrzeć do jej mieszkania. Zamek był jednak zablokowany od środka. Kolejny sąsiad, Robert Richardson, próbował dostać się do środka używając wytrycha. W końcu użyto drabiny, po której pan Smith dostał się do środka przez rygiel nad drzwiami i odkrył zbrodnię. Smithowie powiadomili lokalnego lekarza, który stwierdził zgon kobiety i sprowadził miejscowego koronera, Delberta Greena. W pokoju panował względny porządek, ale pełno było w nim błota. Green odnalazł także celuloidowy pierścień więzienny należący do Raineya Bethei.
Tego samego dnia Bethea znalazł się na liście podejrzanych; kilkoro z mieszkańców Owensboro widziało go wcześniej z czarnym pierścieniem. Z racji jego kryminalnej przeszłości policja była w posiadaniu jego odcisków palców. Porównano je z tymi odnalezionymi na miejscu; okazało się, że Bethea przebywał na miejscu zbrodni. Policja rozpoczęła jego poszukiwania.
W środę 10 czerwca, jeden z pracowników banku zauważył Betheę leżącego w krzakach nieopodal placówki. Wymienił z nim kilka słów i powiadomił swojego przełożonego, prosząc aby ten zawiadomił policję. Bethea w tym czasie zniknął. Po południu tego samego dnia ponownie zjawił się nad rzeką, chcąc przekroczyć ją barką. Policjanci zatrzymali go i przepytali, zaprzeczył jednak swojej tożsamości, twierdząc, że nazywa się James Smith. Policjanci, obawiając się linczu w przypadku ujawnienia, zabrali go dyskretnie na posterunek, gdzie został zidentyfikowany po charakterystycznej bliźnie na głowie.

## Proces
Obawiając się linczu sędzia nakazał szeryfowi przetransportowanie więźnia do ośrodka penitencjarnego hrabstwa Jefferson w Louisville. Podczas transportu Bethea przyznał się do zarzucanych mu czynów, żałował także że zapomniał zabrać z miejsca zbrodni pierścienia. Zeznania te potwierdził w więzieniu w obecności dziennikarza Courier-Journal, George’a H. Kopera. 12 czerwca, podczas trzeciego przesłuchania, wskazał miejsce gdzie ukrył skradzioną biżuterię.
Prokurator zdecydował się oskarżyć Betheę tylko o gwałt. Gdyby został skazany za morderstwo i kradzież, groziła mu śmierć na krześle elektrycznym w więzieniu w Eddyville; jednak oskarżenie o gwałt umożliwiało publiczną egzekucję w mieście, w którym dokonano tego czynu. Aby uniknąć dylematu, w jaki sposób powinno się uśmiercić skazańca, prokurator zdecydował oskarżyć go tylko o jeden z popełnionych czynów. Bethea nigdy nie był sądzony za morderstwo, kradzież ani włamanie.
W czasie procesu przesłuchano 21 świadków, ale żaden z nich nie był powołany przez obronę; Bethea przyznał się do winy na początku procesu. Ława przysięgłych skazała go w zaledwie cztery i pół minuty. Prawnicy Bethei próbowali nakłonić sąd do ponownego rozpatrzenia sprawy i przeniesienia procesu; odrzucono także ich apelację. Po procesie Bethea stwierdził, że nie chciał przyznać się do winy, ale zmusili go do tego jego pierwsi prawnicy.

## Egzekucja
Egzekucja zyskała rozgłos, gdyż osobą mającą wykonać wyrok – szeryf hrabstwa Daviess – była kobieta, Florence Thompson, wdowa po poprzednim szeryfie. Otrzymała ona jednak propozycję od Arthura L. Hasha, byłego policjanta z Louisville, który zaoferował, że sam, nieodpłatnie, wykona wyrok za panią szeryf. Jedynym jego warunkiem było pozostanie anonimowym. Thompson otrzymała także list od Chief Deputy United States Marshall dystryktu Indiana, który polecił jej usługi G. Phill Hanny, farmera z Epworth w stanie Indiana, który zajmował się także asystowaniem przy wyrokach śmierci; byłaby to jego 70. egzekucja. Hanna nigdy osobiście nie wykonywał wyroków, był jedynie konsultantem. Hanna zainteresował się egzekucjami po tym, jak był świadkiem spartaczonej egzekucji Freda Behme w McLeansboro w stanie Illinois.
W dniu egzekucji, jako ostatni posiłek przysługujący skazanemu, Rainey Bethea zjadł pieczonego kurczaka, kotlet schabowy, ziemniaki purée, ogórki kiszone, chleb kukurydziany, ciasto cytrynowe i lody.
Wedle szacunków, na miejscu egzekucji zgromadziło się około 20 tysięcy ludzi. Hash, wykonujący wyrok, przyjechał na miejsce w białym garniturze i kapeluszu panama. Do tego czasu nikt nie wiedział, że wyroku nie będzie wykonywała kobieta. Hanna przyprowadził skazańca na miejsce kaźni, założył węzeł i dał znak Hashowi, aby pociągnął linkę. Hash był jednak pijany; zrobił to dopiero po krzykach Hanny. Betheę pochowano na cmentarzu Elmwood w Owensboro.
Wiele gazet, wydając znaczne sumy na relację z pierwszej egzekucji przeprowadzanej przez kobietę, było zawiedzionych. Całą egzekucję opisywano jako „piknik” i „rzymskie wakacje”. Czasopisma przekazały jednak wiele kłamstw, w tym informację, że szeryf Thomspon zemdlała podczas egzekucji.

## Następstwa
Kentucky General Assembly zebrało się na dodatkowej sesji, nie było jednak w stanie podjąć żadnej decyzji dotyczącej publicznych egzekucji, aż do kolejnego zebrania w 1938 roku. W międzyczasie dwóch mężczyzn powieszono za gwałt, umożliwiając publiczną egzekucję. Oba wyroki zostały jednak wykonane dyskretnie. Nowe prawo zabraniające publicznych egzekucji zostało podpisane przez gubernatora Kentucky 12 marca 1938 roku. Weszło w życie 30 maja 1938 roku.